# Eileen Whitehead Erlanson
Eileen Jessie Whitehead Erlanson ( 1899 - 2002) fue una botánica estadounidense. En 1928, obtuvo su Ph.D., sobre genética de las rosáceas, por la Universidad de Míchigan, y un D.Sc. por la Universidad de Londres, en 1932.

## Algunas publicaciones
- eileen Whitehead Erlanson. 1963. A Self-Pollination Mechanism And Other Items In Rose Species. American Rose Annual: 188-193

- --------------------------------. 1938. Phylogeny and polyploidy in Rosa. New Phytologist 37: 72–81. doi: 10.1111/j.1469-8137.1938.tb06927.x en línea

- --------------------------------. 1937. Rates of growth of non-vegetarian and vegetarian children of Trivandrum, Travancore. Cur Sci 6: 149-151

- --------------------------------. 1936. Plant colonization on Two New Tropical Islands

- --------------------------------. 1934. Experimental data for a revision of the North American wild roses. Bot. Gaz. 96: 197-259

- --------------------------------. 1933. Chromosome pairing, structural hybridity and fragments in Rosa. Bot. Gaz. 94: 551-66

- --------------------------------. 1932. American wild roses

- --------------------------------. 1931a. "Cytological Conditions and Evidences for Hybridity in North American Wild Roses". Botanical Gazette 87: 443-506

- --------------------------------. 1931b. A group of tetraploid roses in central Oregon. Botanical Gazette 91 (1): 55-64

- --------------------------------. 1931c. Sterility in wild roses and in some species hybrids. Genetics 16 ( 1): 75-96 en línea

- --------------------------------. 1931d. Chromosome organization in Rosa. Cytologia Tokyo (2 ): 256-82

- --------------------------------. 1930a. Field observations on wild roses of the western United States

- --------------------------------. 1930b. The phenological procession in North American wild roses in relation to the polyploid series. Pap. Mich. Acad. Set. 11: 137-50

- --------------------------------. 1929. Cytological conditions and evidences for hybridity in north America Wild roses. Bot. Gaz. 87: 443-506

- --------------------------------. 1925. The Wild Roses of the Mackinac Region of Michigan. Edición reimpresa

### Libros
- eileen Whitehead Erlanson. 1934. Experimental data for a revision of the North American wild roses. 120 pp.

- --------------------------------. 1930. The phenological procession in North American wild roses in relation to the polyploid series. 30 pp.

- --------------------------------. 1924a. The flora of the peninsula of Virginia. Volumen 236. Edición reimpresa. 68 pp.

- --------------------------------, earl jerome Grimes. 1924b. List of Indiana plants, chiefly from Putnam County, collected 1910-1915 by Earl J. Grimes. Editor Indiana Academy of Science, 40 pp.

## Honores

### Epónimos
- (Araceae) Philodendron erlansonii I.M.Johnst.[3]

- (Solanaceae) Solanum erlansonii auct.[4]